# Barbus treurensis
The Treur River Barb (Barbus treurensis) or simply Treur Barb là một loài cá vây tia trong họ Cyprinidae.
Nó chỉ được tìm thấy ở Nam Phi.